# Tatiana Marinenko
Tatiana Savelievna Marinenko (în belarusă Таццяна Савельеўна Марыненка, în rusă Татьяна Савельевна Мариненко; n. 25 ianuarie 1920, Suchi Bor⁠(d), Zialionkaŭski sieĺsaviet⁠(d), Viciebskaja voblasć, Belarus – d. 2 august 1942, Žarcy⁠(d), RSS Bielorusă, URSS) a fost un partizan sovietic și ofițer de informații al NKVD în timpul celui de-al Doilea Război Mondial. După ce a fost capturată, torturată și împușcată de germani în 1942, a fost declarată postum Erou al Uniunii Sovietice la 8 mai 1965.

## Tinerețea
Marinenko s-a născut la 25 ianuarie 1920 într-o familie de țărani bieloruși din micul sat Suhoi Bor, care se află acum în raionul Poloțk din Belarus. După absolvirea școlii gimnaziale, a fost admisă la Școala Pedagogică din Poloțk, pe care a absolvit-o în 1939, cu puțin timp înainte de invazia germană în Uniunea Sovietică. A lucrat ca învățătoare la o școală secundară din satul Zelenka din raionul Poloțk și a fost membru al Comsomolului.

## Al Doilea Război Mondial

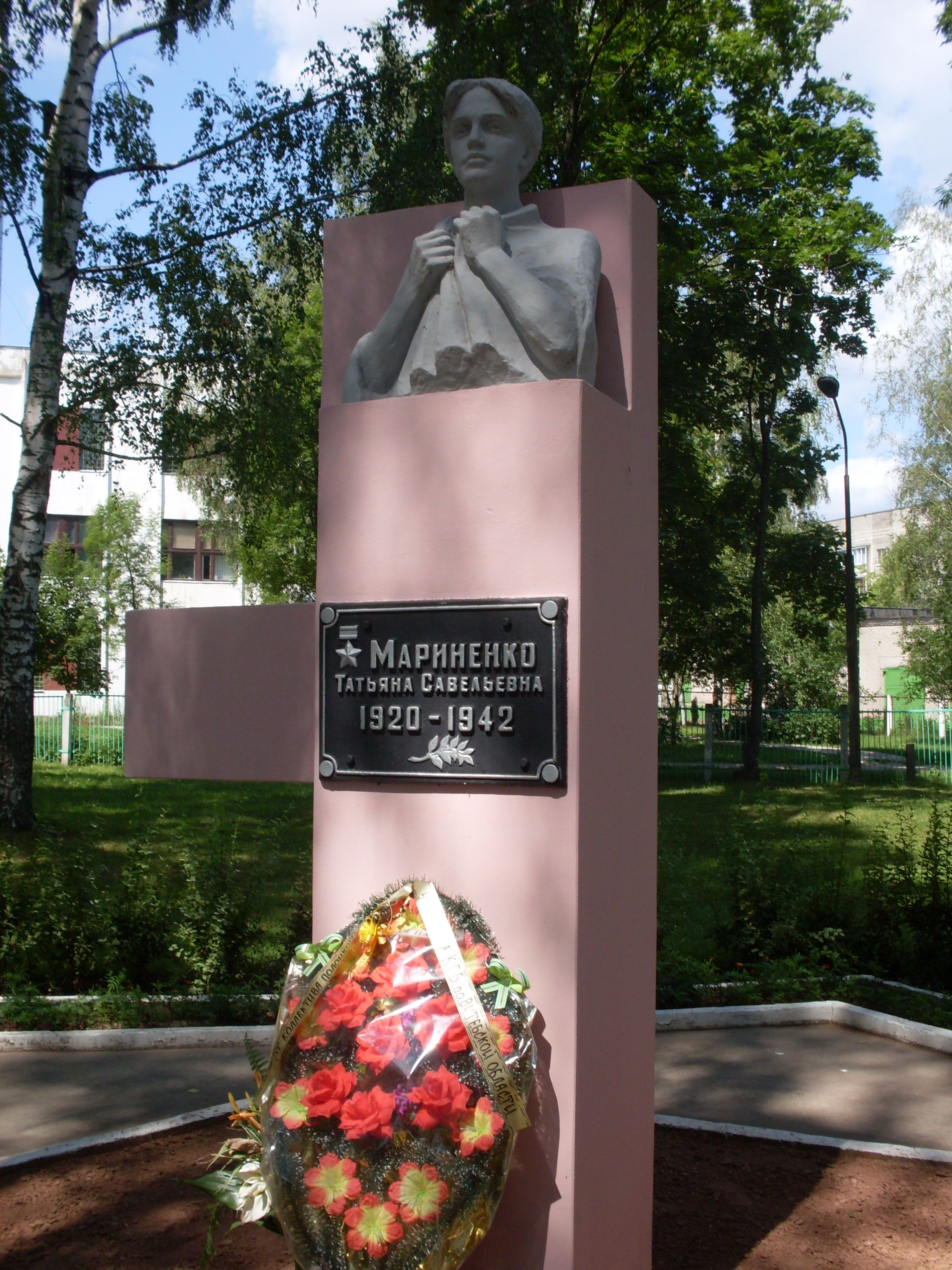
Bustul Tatianei Marinenko din Poloțk

Învățătoarea a început să activeze pe post de partizan cercetaș pentru NKVD, atunci când germanii au invadat și ocupat orașul Poloțk. Sub pseudonimul „Василёк” (în traducere „Albăstrea”), ea a transmis Armatei Roșii informații despre poziția garnizoanelor și trupelor Axei până când o trădătoare din unitatea ei de partizani i-a informat pe germani despre activitățile lor. Marinenko și fratele ei, în vârstă de 14 ani, care era, de asemenea, partizan, au fost împușcați de militarii germani după trei zile de interogatoriu și tortură, împreună cu alți 28 de săteni care au făcut parte din mișcarea de rezistență. A fost înmormântată în satul Jarți din raionul Poloțk.

## Cinstirea memoriei sale
Marinenko a primit titlul de Erou al Uniunii Sovietice abia în 1965, cu ocazia aniversării a 20 de ani de la sfârșitul războiului, când Sovietul Suprem al URSS a conferit postum acest titlu partizanilor și militarilor uciși în luptă, ale căror fapte nu au fost făcute publice decât după război. Portretul ei a fost instalat într-un muzeu din Belarus, cu o placă care o descria drept „Zoia bielorusă” și compara faptele ei cu cele ale Zoiei Kosmodemianskaia, care a fost una dintre cele mai venerate eroine ale Uniunii Sovietice în timpul Marelui Război pentru Apărarea Patriei. Un monument al Tatianei Marinenko a fost ridicat la Poloțk, iar mai multe școli au primit numele ei.